# まり千代
まり千代（まりちよ、1908年（明治41年）2月1日 - 1996年（平成8年）1月31日）は徳島県出身の東京新橋の芸妓。本名、佐野キミヱ。

## 経歴
- 1908年 2月1日 徳島県で生まれる。
- 1923年 11歳で新橋の置屋・徳森川の下地ッ子となる。
- 1925年 13歳で半玉になる。この年に東をどりが始まる。毎年舞台出演をする。
- 1928年 3年後に襟替え。一本立ちする。
- 1938年 10年の年季が明けた後､自前になって政森川の看板を揚げる。
- 1948年 戦後復活第1回目の東をどりでは立ち役(男役)を務め、まり千代ブームを巻き起こした。
- 1971年 現役引退。後進の育成にあたる。
- 1995年 5月 東をどりでは新橋組合の5代目頭取として千秋楽に手締めを行った。
- 1996年 1月31日 急逝。87歳。

10代から踊り一筋にの人生であった。

## 舞台
- 舟橋聖一作「源氏物語」
- 「絵島生島」
- 「鳥辺山」
- 「梅川」などの立ち役を得意とした。

- 清元榮壽郎作曲、二世西川鯉三郎振付の「雪月花」の花は、前割れの格好で助六を踊り、絶賛された。

## 参考資料
- 岡副昭吾『新橋と演舞場の七十年』（1996年）